# Isabelo de los Reyes
Isabelo de los Reyes y Florentino (Vigán, Ilocos Sur, Luzón (Filipinas), 1864-1938) fue un escritor y político filipino, también conocido como Don Belong, hijo de la poetisa Leona Florentino. Fue el fundador del primer periódico filipino en lengua autóctona (El Ilocano) y de la Unión Obrera Democrática Filipina, considerada el primer sindicato obrero filipino.

## Biografía
Isabelo de los Reyes era hijo de Elías de los Reyes y Leona Florentino, una conocida poetisa filipina. Comenzó sus estudios en el seminario de su ciudad natal, donde llegó a aborrecer los métodos educativos, de modo que con tan sólo 16 años se desplazó a Manila, donde estudió Arte en el Colegio de San Juan de Letrán. Posteriormente también estudió Derecho en la Universidad de Santo Tomás (Filipinas).
Con tan sólo 22 años comenzó a trabajar de notario y a escribir en el Diario de Manila donde criticaba abierta y duramente los método de la metrópoli y de la Iglesia católica. Su convicción socialista se incrementó con los años. 
En 1889 fundó su propio periódico, El Ilocano, el primero de Filipinas en una lengua autóctona.
De ideas independentistas, participó en la revolución de 1896 en su país, tras lo cual fue encarcelado, inicialmente en Filipinas y posteriormente en España, en Barcelona. Posteriormente fue liberado e incluso contrajo matrimonio con una española. Ya liberado, se estableció en Madrid, donde editó la publicación Filipinas en Europa, además de otras colaboraciones y obras propias. A comienzos del siglo XX, tras la guerra y el proceso de independencia de Filipinas de España, proclamada en 1898, colaboró con Emilio Aguinaldo. Su alineamiento socialista no declinó en Europa, sino todo lo contrario.
Posteriormente luchó contra los Estados Unidos, que sometieron nuevamente a su país anulando la independencia. Entre 1926 y 1928 fue elegido senador.
Combinó su posicionamiento obrero con sus profundas creencias religiosas, llegando a ser fundador de la Iglesia Católica independiente de su país.

## Obra literaria (selección)
- 1909. La Religión Antigua de los Filipinos. Hay una edición de esta obra del año 2011 (Editorial Nuevo Mundo),[3] si bien la original fue editada por la Imprenta Renacimiento de Manila.
- Folklore Filipino, premiado en 1887 en la Exposición Filipina de Madrid[4]
- Biblia Filipina
- Historia de Ilocos[5]
- Oficio Divino;
- Catequesis;
- Plegarias;
- Genesis Cientifico y Moderno;
- Calendario Aglipayano.
- Ang Singsing ng Dalagang Marmol